# Hemiodus jatuarana
Hemiodus jatuarana är en fiskart som beskrevs av Francisco Langeani 2004. Hemiodus jatuarana ingår i släktet Hemiodus och familjen Hemiodontidae. Inga underarter finns listade i Catalogue of Life.